# Waziri (cheval)
Pour les articles homonymes, voir Waziri.
Le Waziri est une race de chevaux de selle originaire du Waziristan, région de l'Ouest du Pakistan, et de l'Est de l'Afghanistan. Elle est montée notamment en compétition de tent pegging. Bien que ces chevaux se soient probablement raréfiés, leur élevage perdure.

## Histoire

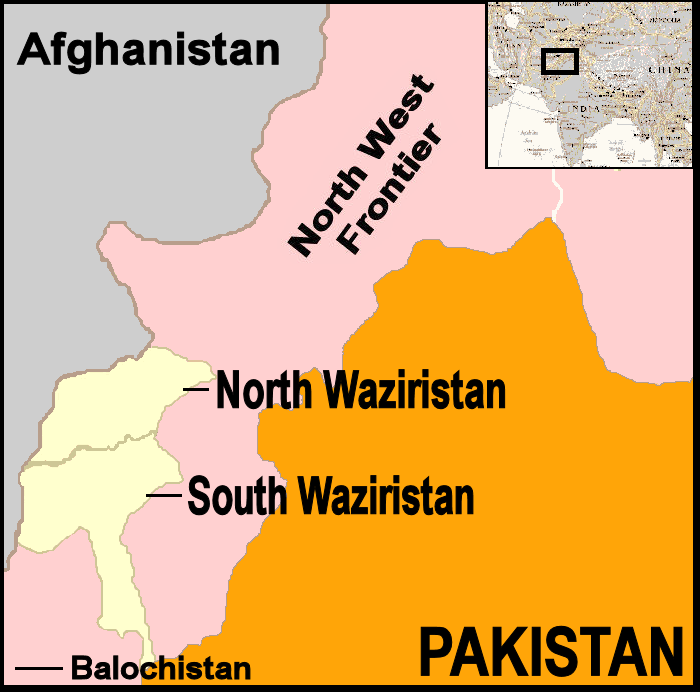
Carte du Waziristan

Le Waziri tient son nom de la tribu de Pachtounes qui l'élève, près de la frontière entre l'Afghanistan et le Pakistan. D'après Bonnie Lou Hendricks (université de l'Oklahoma, 2007), la race partage probablement la même origine que le cheval baloutche. En 1891, John Lockwood Kipling mentionne le Waziri parmi les races de chevaux de l'Inde (le Pakistan étant alors intégré à l'empire indien).
Les races de chevaux afghanes sont globalement en déclin, du fait de la motorisation croissante des transports dans ce pays, mais l'élevage du Waziri semble se maintenir (2016). Cependant, il est vraisemblable que les chevaux restants aient été beaucoup croisés avec d'autres races.

## Description
Il présente une morphologie légère et une taille assez réduite. La race actuelle est probablement issue d'un mélange entre chevaux arabes et souches locales afghanes, proche du Baloutche, mais de taille plus réduite que ce dernier. Le Waziri est reconnu pour sa force, sa bonne conformation, et son endurance au travail. D'après la description que John Lockwood Kipling fournit en 1891, il présente des oreilles tournées vers l'intérieur.
Il existe très peu d'informations relatives à cette race, probablement à cause de la difficulté à les obtenir sur le terrain,.

## Utilisations
Le sport local du tent pegging constitue le principal motif d'élevage et d'utilisation de cette race. Le Waziri fait aussi une bonne monture de polo. Il est employé au travail pour diverses taches, en particulier dans les régions de collines et de montagnes, où son efficacité est reconnue,.

## Diffusion de l'élevage
La race est présente sur deux pays. Elle provient plus particulièrement des régions de Ghazni et Katawaz (en) en Afghanistan, et ses effectifs ne sont pas connus. Cependant, elle continue vraisemblablement à être élevée dans les régions de l'Est de l'Afghanistan. Au Pakistan, elle est présente dans le Waziristan, au Nord-Ouest du pays, et la province de Khyber Pakhtunkhwa.
L'étude menée par l'université d'Uppsala en 2010 le considère comme une race de chevaux asiatique transfrontière (présente dans au moins deux pays d'Asie), dont le niveau de menace est inconnu.